# Normografo

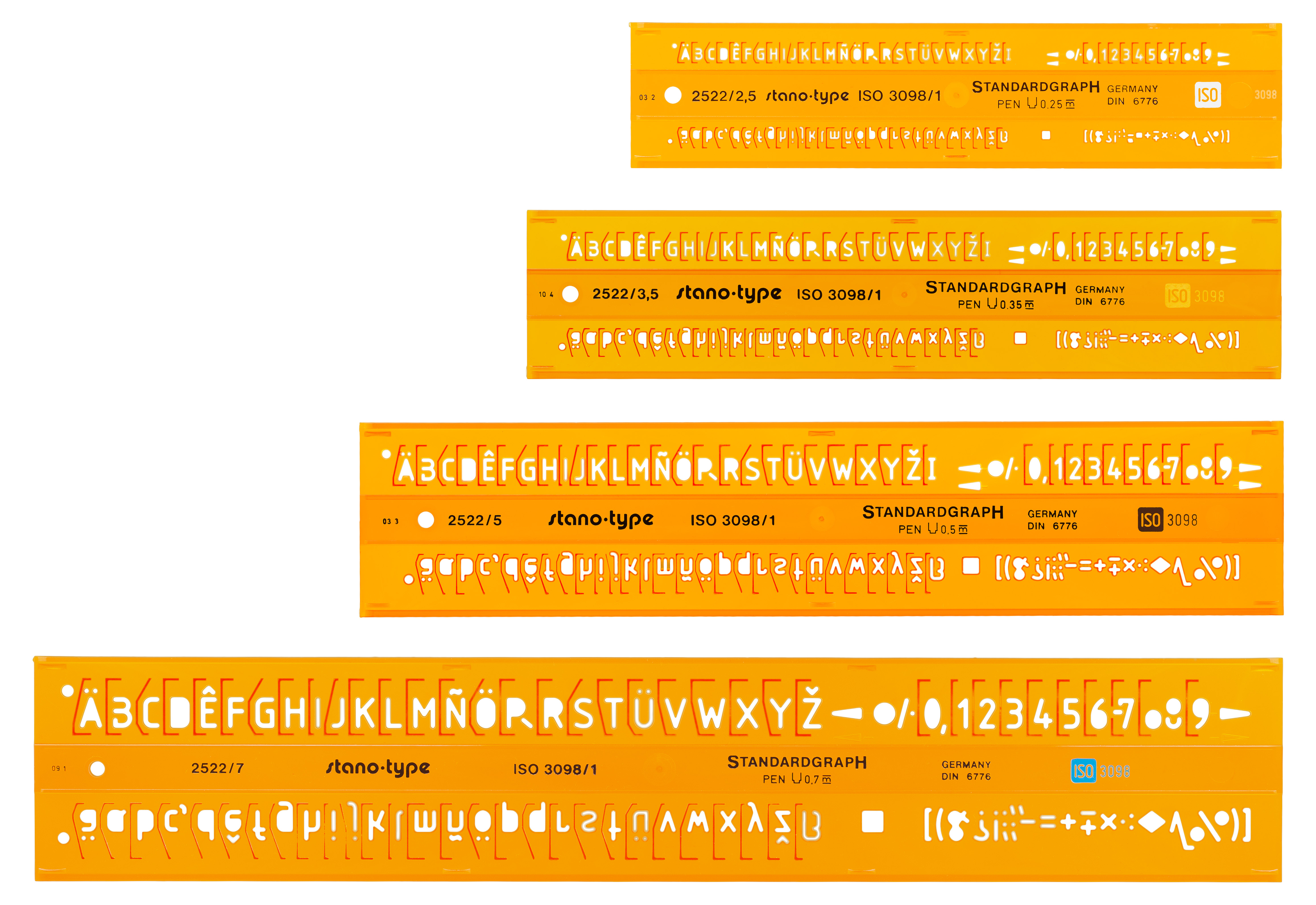
Normografi.

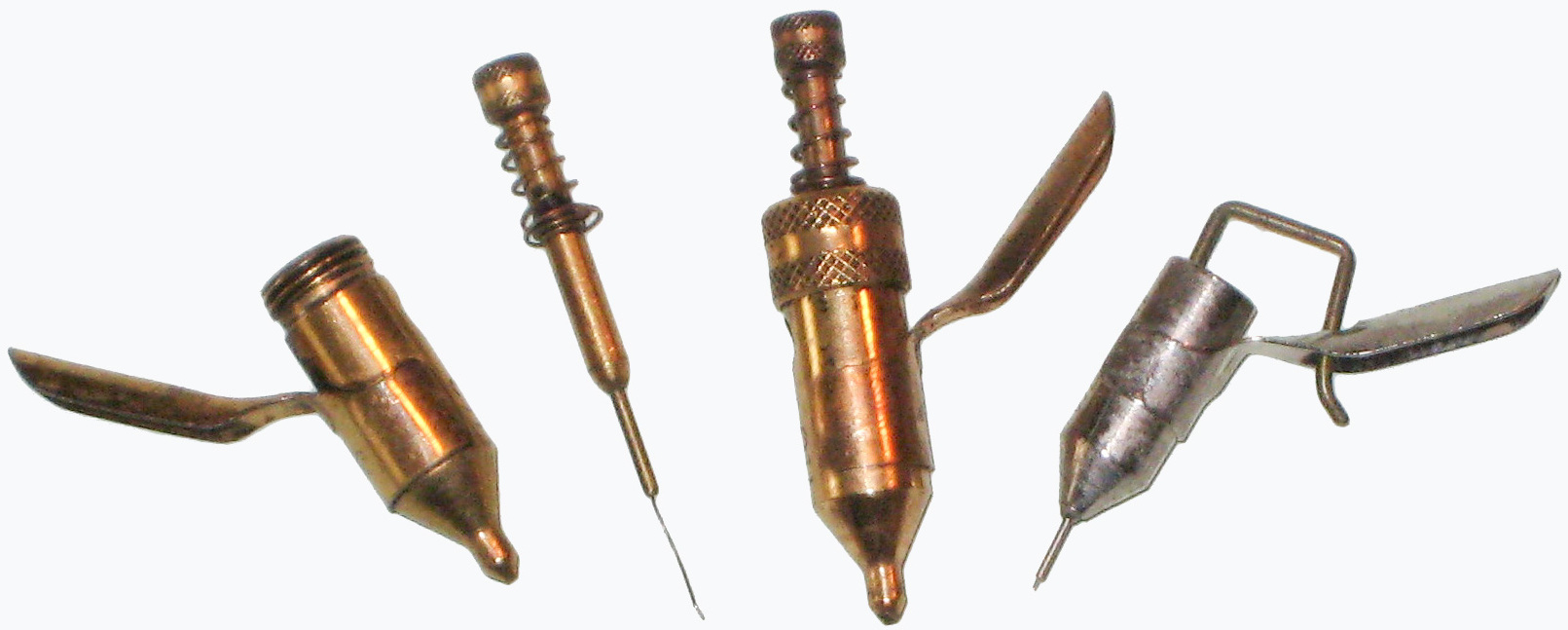
Pennini da normografo.

Il normografo è un particolare tipo di strumento per il disegno tecnico, utilizzato per la scrittura di caratteri uniformi. Consiste in una lastra di plastica o altro materiale con intagliate lettere dell'alfabeto o altre sagome utili, particolarmente per il disegno tecnico. Seguendo con un pennino la sagomatura delle forme, si possono ottenere in modo rapido ed alquanto preciso lettere e forme varie.

## Storia
Particolarmente utilizzato fino alla diffusione di massa dei personal computer (e della relativa facilità di stampa), era uno strumento indispensabile per architetti e disegnatori tecnici in genere; per la quotatura e la descrizione dei progetti, era buona prassi utilizzare il normografo per ottenere testi ben scritti e uniformi.
Il normografo poteva altresì essere utilizzato dalle persone analfabete o semianalfabete per imparare a scrivere o per scrivere meglio.

### In Italia
Per facilitare le persone con difficoltà di scrittura, alcuni politici, fra cui Bettino Craxi, hanno fornito, nel corso della storia politica italiana, specifici normografi di cartone con la sequenza dei caratteri del proprio cognome, affinché potessero essere ricalcati sulla scheda elettorale e la preferenza non venisse dispersa.
È stato spesso utilizzato da criminali e serial killer per scrivere messaggi anonimi da mandare ai giornali o le forze dell'ordine, in modo simile alle famose lettere di giornale ritagliate. Due serial killer italiani che facevano uso di questo strumento erano il serial killer di Padova e il mostro di Foligno.